# Superliga Chinesa de 2016
A Superliga Chinesa de 2016 (em chinês: 中国足球协会超级联赛联; em inglês: Chinese Super League), também conhecida como China Ping'an Chinese Super League por questões de patrocínio, foi a 13ª edição do Campeonato Chinês da primeira divisão.
O título do campeonato ficou com o Guangzhou Evergrande, conquistando o seu 6º título consecutivo do torneio. O vice-campeão foi o Jiangsu Suning, seguido pelo Shanghai SIPG na 3ª colocação. Neste ano abriu mais uma vaga de classificação para Liga dos Campeões da AFC, pois a final da Copa da China foi entre os dois primeiros colocados da liga (Guangzhou e Jiangsu), esta vaga ficou com o Shanghai Shenhua, que terminou na 4ª colocação.
Caíram para a segunda divisão (China League One) o Shijiazhuang Ever Bright e o Hangzhou Greentown.
Na pré-temporada, os clubes gastaram cerca de € 133 milhões de euros em contratações.

## Mudança nas equipes
Equipes promovidas da China League One de 2015
- Yanbian Funde (Yanbian Changbaishan)
- Hebei China Fortune (Hebei Zhongji)

Equipes rebaixadas para a China League One de 2016
- Beijing Renhe (Guizhou Renhe)
- Shanghai Shenxin

Mudanças de nomes
É muito comum os times venderem seus nomes para empresas privadas para a realização do campeonato. A mudança vale somente para aquela temporada.
- Hebei Zhongji mudou seu nome para Hebei China Fortune FC, em dezembro de 2015.
- Jiangsu Guoxin Sainty mudou seu nome para Jiangsu Suning FC, em dezembro de 2015.
- Yanbian Changbaishan mudou seu nome para Yanbian Funde FC, em janeiro de 2016.

## Clubes

### Clubes e localizações
| Clube                            | Treinador           | Cidade       | Estádio                                   | Capacidade | Temporada 2015 |
| -------------------------------- | ------------------- | ------------ | ----------------------------------------- | ---------- | -------------- |
| Guangzhou Evergrande Taobao FC C | Luiz Felipe Scolari | Guangzhou    | Tianhe Stadium                            | 58,500     | 1º             |
| Shanghai SIPG                    | Sven-Göran Eriksson | Xangai       | Shanghai Stadium                          | 56,842     | 2º             |
| Shandong Luneng                  | Felix Magath        | Jinan        | Jinan Olympic Sports Luneng Stadium       | 56,808     | 3º             |
| Beijing Guoan                    | Xie Feng (interino) | Pequim       | Workers Stadium                           | 66,161     | 4º             |
| Henan Jianye                     | Jia Xiuquan         | Zhengzhou    | Zhengzhou Hanghai Stadium                 | 29,860     | 5º             |
| Shanghai Shenhua                 | Gregorio Manzano    | Xangai       | Hongkou Football Stadium                  | 33,060     | 6º             |
| Shijiazhuang Ever Bright         | Li Jinyu (interino) | Shijiazhuang | Yutong International Sports Center        | 29,000     | 7º             |
| Chongqing Lifan                  | Chang Woe-Ryong     | Chongqing    | Chongqing Olympic Sports Center           | 58,680     | 8º             |
| Jiangsu Suning                   | Choi Yong-soo       | Nanquim      | Nanjing Olympic Sports Center             | 61,443     | 9º             |
| Changchun Yatai                  | Lee Jang-soo        | Changchun    | Development Area Stadium                  | 25,000     | 10º            |
| Hangzhou Greentown               | Hong Myung-bo       | Hangzhou     | Yellow Dragon Sports Center               | 52,672     | 11º            |
| Liaoning Whowin                  | Ma Lin              | Shenyang     | Shenyang Olympic Sports Center Stadium    | 60,000     | 12º            |
| Tianjin Teda                     | Jaime Pacheco       | Tianjin      | Tianjin Olympic Center Stadium            | 54,696     | 13º            |
| Guangzhou R&F                    | Dragan Stojković    | Guangzhou    | Yuexiushan Stadium                        | 18,000     | 14º            |
| Yanbian Funde P                  | Park Tae-ha         | Yanji        | Yanji Nationwide Fitness Centre Stadium   | 30,000     | CL1, 1º        |
| Hebei China Fortune P            | Manuel Pellegrini   | Qinhuangdao  | Qinhuangdao Olympic Sports Center Stadium | 33,572     | CL1, 2º        |

### Troca de Treinadores
| Equipe                   | Ex-Treinador         | Demissão               | Novo Treinador       | Contratação            |
| ------------------------ | -------------------- | ---------------------- | -------------------- | ---------------------- |
| Beijing Guoan            | Gregorio Manzano     | 26 de novembro de 2015 | Alberto Zaccheroni   | 19 de janeiro de 2016  |
| Shanghai Shenhua         | Francis Gillot       | 29 de novembro de 2015 | Gregorio Manzano     | 18 de dezembro de 2015 |
| Chongqing Lifan          | Wang Baoshan         | 30 de dezemrbo de 2015 | Chang Woe-Ryong      | 7 de dezembro de 2015  |
| Shandong Luneng          | Cuca                 | 6 de dezembro de 2015  | Mano Menezes         | 6 de dezembro de 2015  |
| Hangzhou Greentown       | Yang Ji              | 17 de dezembro de 2015 | Hong Myung-bo        | 17 de dezembro de 2015 |
| Tianjin Teda             | Arie Haan            | 18 de dezembro de 2015 | Dragan Okuka         | 18 de dezembro de 2015 |
| Changchun Yatai          | Marijo Tot           | 31 de janeiro de 2015  | Slaviša Stojanovič   | 13 de janeiro de 2016  |
| Changchun Yatai          | Slaviša Stojanovič   | 4 de maio de 2016      | Lee Jang-soo         | 6 de maio de 2016      |
| Beijing Guoan            | Alberto Zaccheroni   | 21 de maio de 2016     | Xie Feng (interino)  | 21 de maio de 2016     |
| Jiangsu Suning           | Dan Petrescu         | 3 de junho de 2016     | Tang Jing (interino) | 3 de junho de 2016     |
| Shandong Luneng          | Mano Menezes         | 7 de junho de 2016     | Felix Magath         | 8 de junho de 2016     |
| Jiangsu Suning           | Tang Jing (interino) | 1 de julho de 2016     | Choi Yong-soo        | 1 de julho de 2016     |
| Shijiazhuang Ever Bright | Yasen Petrov         | 14 de julho de 2016    | Li Jinyu (interino)  | 14 de julho de 2016    |
| Tianjin Teda             | Dragan Okuka         | 2 de agosto de 2016    | Jaime Pacheco        | 2 de agosto de 2016    |
| Hebei China Fortune      | Li Tie               | 27 de agosto de 2016   | Manuel Pellegrini    | 27 de agosto de 2016   |

### Jogadores Estrangeiros
Os jogadores estrangeiros são limitados na liga. Apenas 5 jogadores por equipe podem atuar no campeonato, sendo que um precisa ser asiático (ser de um país que é membro da AFC). Cada equipe pode entrar com 4 jogadores estrangeiros como titular, incluindo o jogador asiático. Jogadores de Hong Kong, Macau e Taipé Chinesa são considerados nativos, a não ser que eles já tenham participado de uma competição da AFC. 
| Equipe            | Jogador 1          | Jogador 2           | Jogador 3        | Jogador 4        | Jogador Asiático          | Ex- Jogadores ↑1              |
| ----------------- | ------------------ | ------------------- | ---------------- | ---------------- | ------------------------- | ----------------------------- |
| Beijing Guoan     | Renato Augusto     | Ralf                | Burak Yılmaz     | Igor Sergeev     | Egor Krimets              | Kléber                        |
| Changchun Yatai   | Marcelo Moreno     | Bruno Meneghel      | Darko Matić      | Mislav Oršić     | Anzur Ismailov            | Julien Gorius Ognjen Ožegović |
| Chongqing Lifan   | Emmanuel Gigliotti | Fernandinho         | Alan Kardec      | Goran Milović    | Jung Woo-young            | Jael                          |
| Guangzhou Ever.   | Alan               | Ricardo Goulart     | Paulinho         | Jackson Martínez | Kim Young-Gwon            |                               |
| Guangzhou R&F     | Apostolos Giannou  | Renatinho           | Eran Zahavi      | Gustav Svensson  | Jang Hyun-Soo             | Bruninho                      |
| Hangzhou Green.   | Matthew Špiranović | Denilson Gabionetta | Anselmo Ramon    | Sammir           | Tim Cahill Davy Claude A. |                               |
| Hebei China       | Aloísio            | Stéphane Mbia       | Gervinho         | Gaël Kakuta      | Ersan Gülüm 2             | Ezequiel Lavezzi              |
| Henan Jianye      | Ivo                | Javier Patiño       | Miral Samardžić  | Osman Sow        | Ryan McGowan              | Eddi Gomes                    |
| Jiangsu Suning    | Trent Sainsbury    | Ramires             | Alex Teixeira    | Roger Martínez   | Hong Jeong-ho             | Jô Sammir                     |
| Liaoning Whowin   | Michael Thwaite    | Assani Lukimya      | Anthony Ujah     | James Chamanga   | Dario Vidošić             | James Troisi Ibrahima Toure   |
| Shandong Luneng   | Walter Montillo    | Gil                 | Graziano Pellè   | Papiss Cissé     | Jucilei 3                 | Aloísio Diego Tardelli        |
| Shanghai Shenhua  | Fredy Guarín       | Giovanni Moreno     | Obafemi Martins  | Demba Ba         | Kim Kee-hee               |                               |
| Shanghai SIPG     | Darío Conca        | Elkeson             | Hulk             | Jean Evrard K.   | Kim Ju-young              | Asamoah Gyan                  |
| Shijiazhuang Ever | Matheus            | Diego Maurício      | Jean-Philippe M. | Rúben Micael     | Cho Yong-Hyung            | Mario Rondón Jacob Mulenga    |
| Tianjin Teda      | Fredy Montero      | Malick Evouna       | Zainadine Júnior | Mbaye Diagne     | Aleksandar Jovanović      | Wagner                        |
| Yanbian Funde     | Bubacarr Trawally  | Nikola Petković     | Ha Tae-Goon      | Yoon Bit-Garam   | Kim Seung-Dae             |                               |

- ↑1  Jogadores que atuaram na liga, mas foram negociados ou re-alocados para seus respectivos times-reserva no meio da temporada.
- ↑2  Ersan Gülüm tem cidadania australiana e é considerado como um jogador asiático.
- ↑3  Jucilei tem cidadania palestina e é considerado como um jogador asiático.

Jogadores de Macau, Hong Kong ou Taipé Chinesa (que são considerados nativos, se não atuarem nas suas seleções nacionais)
| Equipe             | Jogador       | Jogador 2  |
| ------------------ | ------------- | ---------- |
| Changchun Yatai    | Yaki Yen      | Jack Sealy |
| Hangzhou Greentown | Chen Po-liang |            |

## Classificação
| Atualizado em 30 de outubro. | v d e |

| Pos. | Equipes                      | P  | J  | V  | E  | D  | GP | GC | SG  | Classificação ou rebaixamento                               |
| ---- | ---------------------------- | -- | -- | -- | -- | -- | -- | -- | --- | ----------------------------------------------------------- |
| 1    | Guangzhou Evergrande (C) (Q) | 64 | 30 | 19 | 7  | 4  | 62 | 19 | 43  | Fase de grupos da Liga dos Campeões da AFC de 2017          |
| 2    | Jiangsu Suning (Q)           | 57 | 30 | 17 | 6  | 7  | 53 | 33 | 20  | Fase de grupos da Liga dos Campeões da AFC de 2017          |
| 3    | Shanghai SIPG (Q)            | 52 | 30 | 14 | 10 | 6  | 56 | 32 | 24  | Fase pre-eliminatória da Liga dos Campeões da AFC de 2017   |
| 4    | Shanghai Shenhua (Q)         | 48 | 30 | 12 | 12 | 6  | 46 | 31 | 15  | Fase 2 pre-eliminatória da Liga dos Campeões da AFC de 2017 |
| 5    | Beijing Guoan                | 43 | 30 | 11 | 10 | 9  | 34 | 26 | 8   |                                                             |
| 6    | Guangzhou R&F                | 40 | 30 | 11 | 7  | 12 | 47 | 50 | -3  |                                                             |
| 7    | Hebei China Fortune          | 40 | 30 | 11 | 7  | 12 | 34 | 38 | -4  |                                                             |
| 8    | Chongqing Lifan              | 37 | 30 | 9  | 10 | 11 | 43 | 50 | -7  |                                                             |
| 9    | Yanbian Fude                 | 37 | 30 | 10 | 7  | 13 | 39 | 41 | -2  |                                                             |
| 10   | Liaoning Whowhin             | 36 | 30 | 9  | 9  | 12 | 38 | 47 | -9  |                                                             |
| 11   | Tianjin Teda                 | 36 | 30 | 9  | 9  | 12 | 38 | 50 | -12 |                                                             |
| 12   | Changchun Yatai              | 35 | 30 | 10 | 5  | 15 | 30 | 44 | -14 |                                                             |
| 13   | Henan Jianye                 | 35 | 30 | 10 | 5  | 15 | 26 | 44 | -18 |                                                             |
| 14   | Shandong Luneng Taishan      | 34 | 30 | 9  | 7  | 14 | 38 | 45 | -7  |                                                             |
| 15   | Hangzhou Greentown (R)       | 32 | 30 | 8  | 8  | 14 | 28 | 37 | -9  | Zona de rebaixamento à China League One 2017                |
| 16   | Shijiazhuang Ever Bright (R) | 30 | 30 | 7  | 9  | 14 | 28 | 53 | -25 | Zona de rebaixamento à China League One 2017                |

Fonte: sports.sina.com
Regras de desempate: 1º pontos; 2º pontos "mano-a-mano"; 3º saldo de gols "mano-a-mano"; 4º gols marcados "mano-a-mano"; 5º saldo de gols na tabela; 6º gols feitos na tabela; 7º cartões.
Legenda:
(C) Campeão; (Q) Qualificado para a Liga dos Campeões da AFC; (R) Rebaixado para a China League One (Segunda Divisão).

## Resultados
|                          | GET | SIP | SLT | BJG | HJY | SGS | SEB | CQL | JGS | CCY | HGT | LWH | TJT | GRF | YAN | HCF |
| ------------------------ | --- | --- | --- | --- | --- | --- | --- | --- | --- | --- | --- | --- | --- | --- | --- | --- |
| Guangzhou Evergrande     | —   | 1–1 | 4–0 | 0–0 | 2–1 | 2–1 | 0–0 | 4–1 | 2–0 | 3–0 | 0–0 | 6–2 | 2–0 | 2–0 | 1–1 | 2–0 |
| Shanghai SIPG            | 0–0 | —   | 4–1 | 2–2 | 5–0 | 1–1 | 4–1 | 5–3 | 1–2 | 1–1 | 1–0 | 4–0 | 1–1 | 1–0 | 3–0 | 3–1 |
| Shandong Luneng          | 0–2 | 0–0 | —   | 0–2 | 0–0 | 0–1 | 4–0 | 1–1 | 2–1 | 1–1 | 4–1 | 3–2 | 2–3 | 2–3 | 3–1 | 1–0 |
| Beijing Guoan            | 0–3 | 2–1 | 1–2 | —   | 3–1 | 2–1 | 0–0 | 1–2 | 1–2 | 2–0 | 1–0 | 0–0 | 0–0 | 3–1 | 3–0 | 0–2 |
| Henan Jianye             | 1–2 | 1–0 | 2–1 | 1–0 | —   | 1–1 | 0–2 | 0–3 | 0–1 | 1–2 | 1–0 | 2–1 | 0–0 | 1–0 | 1–0 | 1–0 |
| Shanghai Shenhua         | 2–1 | 2–1 | 0–0 | 0–0 | 2–2 | —   | 3–1 | 2–2 | 3–2 | 3–0 | 4–0 | 2–1 | 2–2 | 5–1 | 1–1 | 2–0 |
| Shijiazhuang Ever Bright | 0–6 | 1–2 | 2–1 | 1–1 | 1–0 | 2–1 | —   | 1–1 | 1–6 | 3–2 | 1–0 | 0–1 | 2–2 | 3–2 | 1–3 | 1–1 |
| Chongqing Lifan          | 2–1 | 1–1 | 2–1 | 1–1 | 0–1 | 0–1 | 1–0 | —   | 2–2 | 1–1 | 1–0 | 2–1 | 1–2 | 4–5 | 2–1 | 1–3 |
| Jiangsu Suning           | 2–0 | 2–1 | 3–0 | 2–1 | 4–1 | 2–0 | 0–0 | 2–1 | —   | 2–0 | 1–1 | 4–3 | 2–0 | 1–1 | 2–1 | 4–0 |
| Changchun Yatai          | 1–2 | 1–3 | 0–0 | 2–1 | 1–0 | 1–0 | 1–0 | 3–0 | 1–2 | —   | 0–1 | 0–1 | 4–4 | 3–1 | 1–0 | 0–1 |
| Hangzhou Greentown       | 1–2 | 1–2 | 2–0 | 0–3 | 3–0 | 0–0 | 0–0 | 1–1 | 3–0 | 2–1 | —   | 0–0 | 3–1 | 0–1 | 2–2 | 1–0 |
| Liaoning Whowhin         | 0–3 | 3–1 | 1–1 | 0–2 | 1–1 | 0–0 | 2–1 | 3–2 | 1–0 | 0–1 | 2–0 | —   | 2–2 | 3–1 | 3–0 | 0–2 |
| Tianjin Teda             | 0–4 | 0–1 | 1–4 | 0–0 | 2–1 | 1–3 | 2–0 | 2–3 | 1–0 | 4–0 | 1–0 | 2–2 | —   | 0–1 | 1–0 | 0–5 |
| Guangzhou R&F            | 2–1 | 3–3 | 1–2 | 1–1 | 2–0 | 1–1 | 4–2 | 2–0 | 1–1 | 0–1 | 5–2 | 1–1 | 3–2 | —   | 0–0 | 1–2 |
| Yanbian Funde            | 1–1 | 1–1 | 2–1 | 1–0 | 1–2 | 2–0 | 2–0 | 1–1 | 3–0 | 2–0 | 2–4 | 4–1 | 1–2 | 3–1 | —   | 3–2 |
| Hebei China Fortune      | 0–3 | 0–2 | 2–1 | 0–1 | 4–3 | 2–2 | 1–1 | 1–1 | 1–1 | 2–1 | 0–0 | 0–0 | 1–0 | 0–2 | 1–0 | —   |

| Vitória do mandante; Vitória do visitante; Empate. | Em vermelho os jogos da próxima rodada; Em negrito os jogos "clássicos". |

## Premiações
Os prêmios e a cerimônia de entrega foram realizados em 5 de novembro de 2016. 
| Prêmio                        | Pessoa              | Clube                | Nota (s)       |
| ----------------------------- | ------------------- | -------------------- | -------------- |
| Jogador Mais Valioso (MVP)    | Ricardo Goulart     | Guangzhou Evergrande |                |
| Chuteira de Ouro (Artilheiro) | Ricardo Goulart     | Guangzhou Evergrande | 19 gols        |
| Artilheiro Chinês             | Wu Lei              | Shanghai SIPG        | 14 gols        |
| Jogador Mais Popular          | Cao Yunding         | Shanghai Shenhua     |                |
| Revelação                     | Li Xiaoming         | Henan Jianye         |                |
| Melhor Goleiro                | Zeng Cheng          | Guangzhou Evergrande |                |
| Melhor Técnico                | Luiz Felipe Scolari | Guangzhou Evergrande | Campeão da CSL |
| Melhor Árbitro                | Tan Hai             |                      |                |

### Time do Campeonato
| Posição        | Jogador         | Clube                |
| -------------- | --------------- | -------------------- |
| Goleiro        | Zeng Cheng      | Guangzhou Evergrande |
| Defensores     | Zhang Linpeng   | Guangzhou Evergrande |
| Defensores     | Kim Young-gwon  | Guangzhou Evergrande |
| Defensores     | Feng Xiaoting   | Guangzhou Evergrande |
| Defensores     | Jiang Zhipeng   | Guangzhou R&F        |
| Meio-Campistas | Paulinho        | Guangzhou Evergrande |
| Meio-Campistas | Wu Xi           | Jiangsu Suning       |
| Meio-Campistas | Ricardo Goulart | Guangzhou Evergrande |
| Meio-Campistas | Wu Lei          | Shanghai SIPG        |
| Atacantes      | Gao Lin         | Guangzhou Evergrande |
| Atacantes      | Demba Ba        | Shanghai Shenhua     |
| Treinador      | Scolari         | Guangzhou Evergrande |

## Estatísticas
| Pos. | Jogador         | Time                 | Gols |
| ---- | --------------- | -------------------- | ---- |
| 1    | Ricardo Goulart | Guangzhou Evergrande | 19   |
| 2    | Demba Ba        | Shanghai Shenhua     | 14   |
| 2    | James Chamanga  | Liaoning Whowin      | 14   |
| 2    | Wu Lei          | Shanghai SIPG        | 14   |
| 2    | Alan            | Guangzhou Evergrande | 14   |
| 6    | Marcelo Moreno  | Changchun Yatai      | 13   |
| 7    | Alex Teixeira   | Jiangsu Suning       | 11   |
| 7    | Eran Zahavi     | Guangzhou R&F        | 11   |
| 7    | Burak Yılmaz    | Beijing Guoan        | 11   |

| Pos. | Jogador         | Time                 | Assist. |
| ---- | --------------- | -------------------- | ------- |
| 1    | Gao Lin         | Guangzhou Evergrande | 12      |
| 1    | Elkeson         | Shanghai SIPG        | 12      |
| 3    | Wu Lei          | Shanghai SIPG        | 9       |
| 3    | Cao Yunding     | Shanghai Shenhua     | 9       |
| 5    | Ricardo Goulart | Guangzhou Evergrande | 8       |
| 5    | Alex Teixeira   | Jiangsu Suning       | 8       |
| 5    | Wang Dong       | Chongqing Lifan      | 8       |
| 8    | Ivo             | Henan Jianye         | 7       |

## Público
| Pos. | Clube                    | Total     | Média  | Variação  | Ocupação |
| ---- | ------------------------ | --------- | ------ | --------- | -------- |
| 1    | Guangzhou Evergrande     | 673,243   | 44,833 | -2,1%     | 76,7%    |
| 2    | Jiangsu Suning           | 584,879   | 38,992 | +45,1%    | 63,4%    |
| 3    | Beijing Guoan            | 571,704   | 38,114 | -7,0%     | 57,6%    |
| 4    | Chongqing Lifan          | 542,663   | 36,178 | -3,7%     | 61,6%    |
| 5    | Shanghai SIPG            | 420,603   | 28,040 | +6,2%     | 49,3%    |
| 6    | Shanghai Shenhua         | 340,353   | 22,690 | +16,3%    | 68,6%    |
| 7    | Shijiazhuang Ever Bright | 337,839   | 22,523 | -10,1%    | 77,6%    |
| 8    | Liaoning Hongyun         | 337,592   | 22,506 | +75,9%    | 37,5%    |
| 9    | Tianjin Teda             | 326,104   | 21,740 | +10,5%    | 39,7%    |
| 10   | Yanbian Funde            | 289,562   | 19,304 | -21,1% †  | 64,3%    |
| 11   | Shandong Luneng          | 283,987   | 18,932 | -16%      | 33,3%    |
| 12   | Hebei China Fortune      | 227,034   | 18,469 | +135,8% † | 45%      |
| 13   | Henan Jianye             | 259,239   | 17,282 | -14,4%    | 57,8%    |
| 14   | Changchun Yatai          | 230,032   | 15,335 | +3,2%     | 61,3%    |
| 15   | Hangzhou Greentown       | 175,841   | 11,723 | -6,7%     | 22,2%    |
| 16   | Guangzhou R&F            | 147,463   | 9,831  | +23%      | 54,6%    |
|      | Total                    | 5,798,135 | 24,159 | +8,8%     |          |

† Variação de acordo com o público da Segunda Divisão do ano anterior

## Ligações Externas
- Superliga Chinesa no Soccerway
- Chinese Super League table at FIFA
- Site Oficial (chinês)